# Michał Kubik
Michał Kubik (7 maggio 1990) è un giocatore di calcio a 5 polacco.

## Carriera

### Club
Cresciuto nel settore giovanile della polisportiva Arkonia, Kubik viene in seguito tesserato dal Moto46 Stettino, società amatoriale di calcio a 5, con cui raggiunge la finale di Coppa di Polonia nella stagione 2009-10. La stagione seguente viene acquistato dal Pogoń Stettino; con il Pogoń si impone gradualmente come uno dei migliori calcettisti polacchi. Nella stagione 2017-18 si trasferisce al Rekord Bielsko-Biała con cui debutta in Coppa UEFA e vince i suoi primi trofei nazionali.

### Nazionale
Kubik ha debuttato nella Nazionale di calcio a 5 della Polonia il 12 aprile 2011 nell'amichevole persa per 2-3 contro la Macedonia del Nord, durante il quale ha inoltre realizzato la sua prima rete. Con la Polonia ha disputato due edizioni del Campionato europeo.

## Palmarès
- Campionato polacco: 4
Rekord Bielsko-Biała: 2017-18, 2018-19, 2019-20, 2020-21
- Coppa di Polonia: 3
Rekord Bielsko-Biała: 2017-18, 2018-19, 2021-22